# Bernard Prosper Debia
Pour les articles homonymes, voir Debia.
Bernard Prosper Debia est un peintre français né le 10 août 1791 à Montauban, mort le 30 juin 1876 à La Salvetat-Belmontet (Tarn-et-Garonne) .
Ami de Dominique Ingres, Debia a exposé aux Salons de 1824, 1827, 1831 et 1833 (Hylas enchaîné par les nymphes et une vue du château de Lourdes).

## Œuvres
Le musée Ingres-Bourdelle à Montauban conserve plusieurs de ses toiles : 
- Bélisaire chez les paysans ; Homère et son guide ;
- Classiques et romantiques (dans ce tableau, Debia a représenté son maître Ingres qui tient un enfant par la main) ;
- Céphale et Procris ;
- L'Arbre de la Liberté (à droite du tableau : Alphonse de Lamartine);
- Le Fleuve Inachus et les Nymphes ;
- Vue de Montauban ;
- deux Vue des vieux fossés de Montauban ;
- un autoportrait.

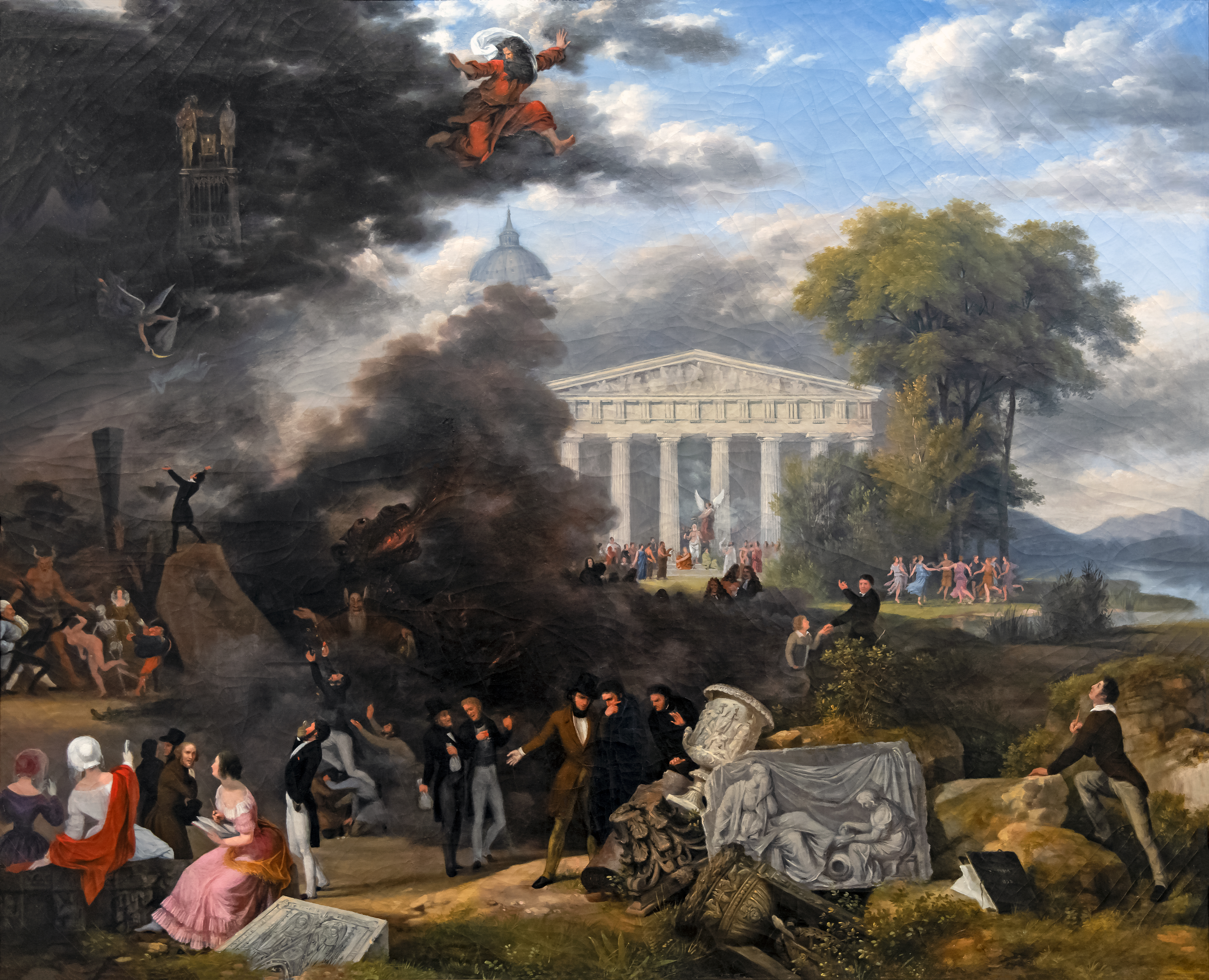
Classiques et romantiques, 1832 Musée Ingres-Bourdelle.
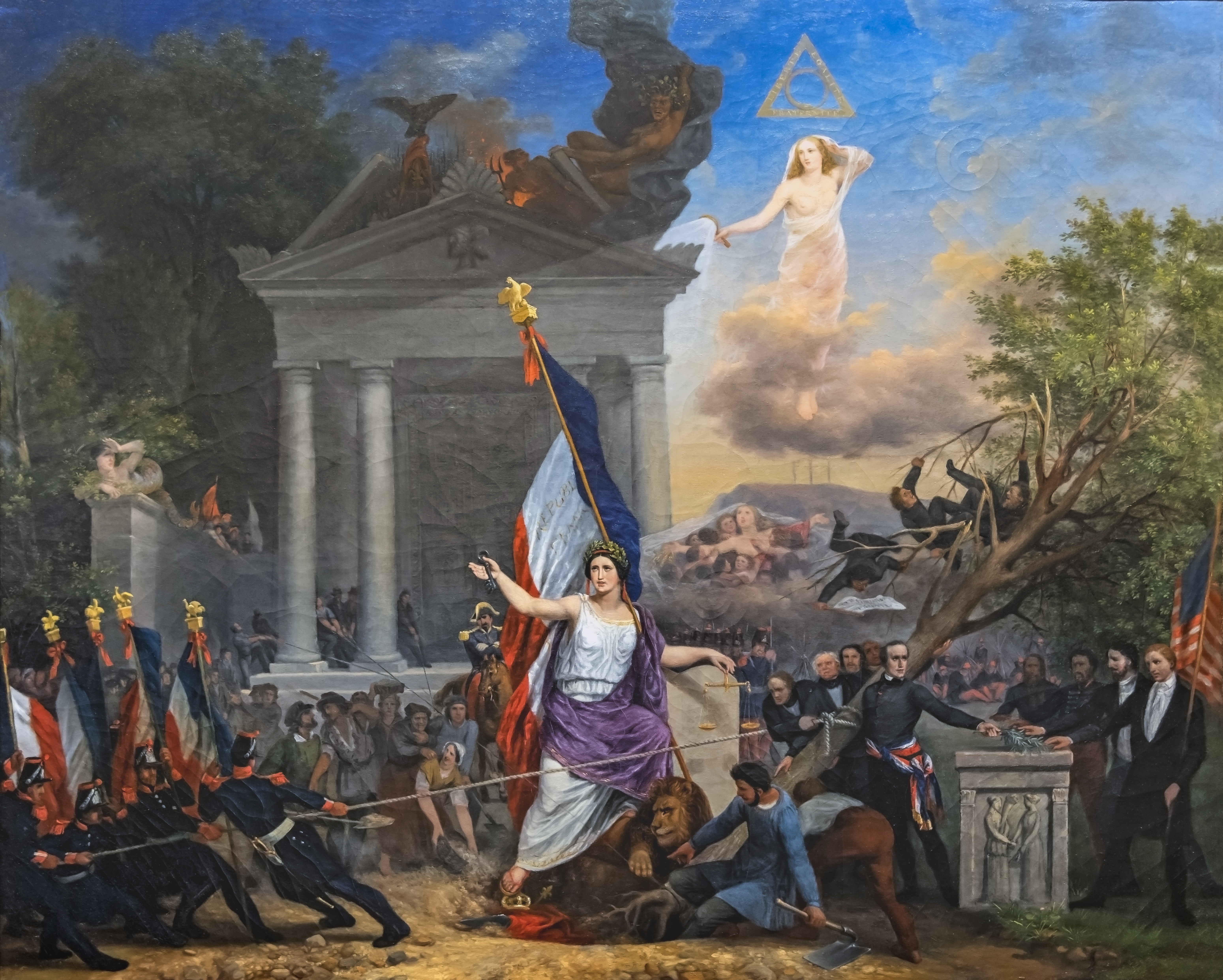
L'Arbre de la Liberté Musée Ingres-Bourdelle.